# 31P/Schwassmann-Wachmann
31P/Schwassmann-Wachmann (również Schwassmann-Wachmann 2) – kometa okresowa należąca do rodziny komet Jowisza.

## Odkrycie i nazwa
W nazwie komety znajdują się nazwiska dwóch niemieckich astronomów, którzy dokonali jej odkrycia 17 stycznia 1929 roku w obserwatorium w Hamburgu. Byli nimi: Arnold Schwassmann oraz Arno Arthur Wachmann.

## Orbita komety
Orbita komety 31P/Schwassmann-Wachmann ma kształt elipsy o mimośrodzie 0,19. Jej peryhelium znajduje się w odległości 3,42 j.a., aphelium zaś 5,07 j.a. od Słońca. Jej okres obiegu wokół Słońca wynosi 8,75 roku, nachylenie do ekliptyki to wartość 4,55˚.

## Właściwości fizyczne
Jądro tej komety ma średnicę ok. 6 km.